# Município de Washington (condado de Pickaway, Ohio)
O município de Washington (em inglês: Washington Township) é um município localizado no condado de Pickaway no estado estadounidense de Ohio. No ano de 2010 tinha uma população de 3.151 habitantes e uma densidade populacional de 50,12 pessoas por km².

## Geografia
O município de Washington encontra-se localizado nas coordenadas 39° 36′ 36″ N, 82° 52′ 00″ O. Segundo o Departamento do Censo dos Estados Unidos, o município tem uma superfície total de 62.87 km², da qual 61,78 km² correspondem a terra firme e (1,74 %) 1,09 km² é água.

## Demografia
Segundo o censo de 2010, tinha 3.151 habitantes residindo no município de Washington. A densidade populacional era de 50,12 hab./km². Dos 3.151 habitantes, o município de Washington estava composto pelo 97,21 % brancos, o 0,89 % eram afroamericanos, o 0,1 % eram amerindios, o 0,32 % eram asiáticos, o 0,19 % eram de outras raças e o 1,3 % eram de uma mistura de raças. Do total da população o 0,67 % eram hispanos ou latinos de qualquer raça.